# Рощепкино
Рощепкино — село в Александровском районе Оренбургской области. Входит в состав Георгиевского сельсовета.

## История
В 1965 г. Указом Президиума ВС РСФСР поселок Малые Горки переименован в Рощепкино, память о Герое Советского Союза Рощепкине Василии Дмитриевиче.

## Население
| 2010 |
| ---- |
| 24   |